# 美國參議院議場

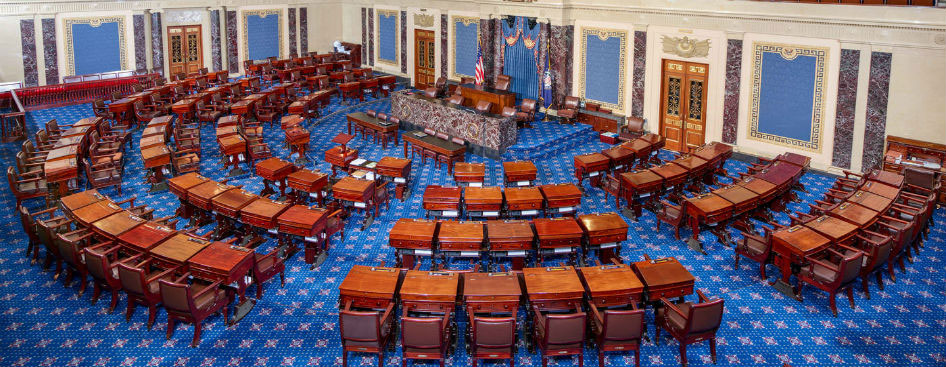
美國參議院議場

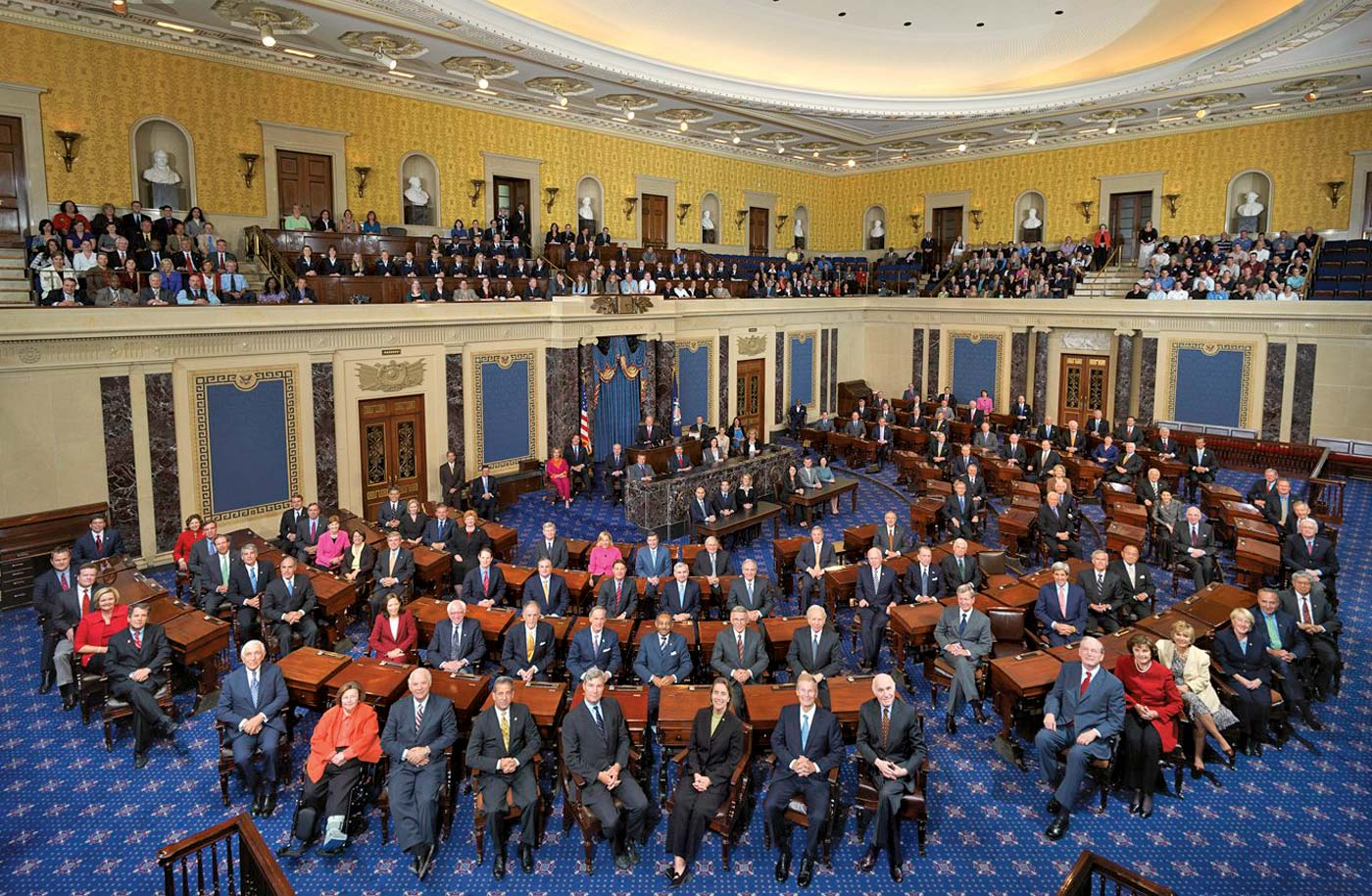
2009年，第111届美國國會參議員在會議廳內的集體照片。

美國參議院議場（英語：United States Senate chamber）是美國國會大廈北翼的一個會議厅，自1859年1月4日以來一直是美國參議院的议事场所。
會議廳由當時的國會大廈建築師托馬斯·烏斯蒂克·沃爾特設計，是一個長方形的兩層房間，有100張獨立的辦公桌，每個參議員一張，位於一個多層半圓形平臺上，面對房間前面的中央主席臺。參議院的四個側面都被二樓的一個畫廊所俯瞰。參議院的樓層是80×113英尺（24×34米）。